# Gongsun Yuan

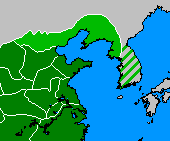
Territoire des Gongsun à la fin de la période Han

Gongsun Yuan (公孫淵  Gōngsūn Yuān, ? - 29 septembre 238), fils de Gongsun Kang. Étant trop jeune pour succéder à son père, son oncle Gongsun Gong hérita du pouvoir en l’an 221. De nature résolut et passionné par le combat, Gongsun Yuan développa ses talents civils et militaires au cours des années qui suivirent. En l’an 228, ayant atteint une certaine maturité, il renversa son oncle et s’empara du pouvoir dans la région du Liaodong. En réponse en sa prise du pouvoir, Cao Rui le nomma Grand Administrateur du district de Liaodong. 
Bénéficiant d’un statut semi-autonome et en même temps assujettit au royaume de Wei, il fut également sollicité par les Wu, qui cherchaient une alliance en lui offrant le titre de Roi de Yan. Gongsun Yuan resta toutefois loyal aux Wei et fit exécuter les délégués Wu et expédia leurs têtes à Cao Rui. Il fut conséquemment nommé Grand Général et Duc de Yuelang. Néanmoins, il demeura insatisfait de son rang et profitant du désordre qui régnait à l’intérieur de la Chine, il se rebella contre les Wei avec l'aide de Bei Yan et assuma le titre de Roi de Yan en l’an 237. Dès lors, il s’allia avec le royaume des Wu tandis que Cao Rui chargea Sima Yi de réprimer la rébellion. 
Or, en l’an 238, dans une puissante campagne militaire, les forces de Sima Yi entrèrent dans la région du Liaodong et écartèrent les défenses de Gongsun Yuan sur la rivière Liao. Gongsun Yuan fut alors confiné à l’intérieur de sa capitale, Xiangping. Voyant sa situation critique, il tenta de fuir mais fut pris dans une embuscade et n’eut d’autres choix que de se rendre à Sima Yi. Ce dernier refusa de lui donner amnistie et le fit exécuter tout comme le reste de son clan, mettant ainsi fin à près de 50 années de gouvernement Gongsun dans le nord-est chinois.